# ヘンリー・ウッド (牧師)
ヘンリー・ウッド（Henry Wood、1796年4月10日 - 1873年10月9日）は、米国海軍の従軍聖職者、牧師、教育者。米国軍艦ポウハタン号で来日し、長崎で日本のさきがけとなる英語教育を行うとともに、日本への宣教勧告を行い、その後の日本でのプロテスタント各派の宣教活動や学校開設へと繋げ、日本の近代化に大きく貢献した。1854年の開国後初の江戸幕府の公式訪問団である万延元年遣米使節にも、ポウハタン号で浦賀からパナマまで送り届けるまでの間、英語を教えた。

## 人物・経歴
1796年4月10日、アメリカ合衆国ニューハンプシャー州のラウデンに生まれる。父エリファレット（Eliphalet）、母エリザベス（Elisabeth）。ダートマス大学に学び、1822年、同大学から修士（MA）の学位を受ける。その後、ダートマス大学の教員となる。
1823年、プリンストン神学校で神学を学ぶ。1824年、ハンプデン・シドニー大学でラテン語およびギリシャ語の教員を務める。
1826年3月、会衆派（Congregational Church）の牧師に叙任され 、同年6月、ゴフスタウン会衆派教会（Goffstown Congregational Church）の牧師に任じられる。1827年9月21日、ハリエット・フランシス（Harriet Frances）と結婚。1835年からダートマス大学会衆派教会（Congregational Church at Dartmouth College）の牧師を兼任。1841年1月1日よりニューハンプシャー州コンコードで宗教新聞（The Congregational Journal）を創刊し、13年間記者・社主であった。1853年から1856年にシリア、ベイルートの米国領事を務める。
1856年9月11日、米国海軍の牧師となる。1857年10月20日、米国軍艦ポウハタン号付の牧師となり、同年12月7日ポウハタン号は中国、日本に向けてバージニア州ノーフォーク（ハンプトン・ローズ）を出航。1858年から1860年にはポウハタン号は中国および日本海域にあった。
1858年8月1日、下田において日本初の陸上でのプロテスタントの公式礼拝を司る。
1858年9月10日、ポウハタン号は長崎にこの年3度目の寄港をする。長崎奉行から奉行所の長崎通詞（幕府の公式通詞）に英語の教授するように要請を受けたジョサイア・タットノール提督 (Josiah B.Tatnall) は、英語教師としてヘンリー・ウッドを指名。ウッドは快諾するが、日本人のものの考え方、言語、社会などを学ぶことに加え、禁教下の日本ではあったが、英語教育を通じてキリスト教を伝える機会を持ちたいと望んでいたのである。ウッドは英語学校をポウハタン号艦上で開校し、その後、長崎市内にあるロシア交易場(Russian Bazaar) の2階の和室へ移った。ロシア交易場は、出島と市街を結ぶ石橋を渡り、広い通りを四分の一マイル進んで右に曲がり半マイル行ったところにあった。生徒は9名の阿蘭陀通詞（オランダ通詞）で、楢林栄左衛門、西冨太、名村五八郎、横山又之丞、北村元七郎、石橋助十郎、岩瀬弥四郎、三島末太郎、磯田慶之助。カリキュラムは、英単語の発音から始まり、リーディング、文法と進み、算術、地理、天文学、キリスト教育など多彩な内容であった。学校名は母校のダートマス大学に因み、Dartmouth College, Juniorと命名。教育期間は、1858年9月11日から10月30日の約2か月間で、日曜を除く毎日であった。この教育活動には初代米国総領事タウンゼント・ハリスのサポートがあった。ウッドは英語教育を行う中で、初めて日本にプロテスタントを伝えたのである。
1858年9月20日には、米国軍艦ミネソタ号が長崎に入港し、エドワード・サイル（米国聖公会遣清宣教師）と、サミュエル・ウィリアムズが日本宣教の可能性を探る目的を持って来日している。サイルとサミュエル・ウィリアムズ、ウッドの3名は、長崎のオランダ商館長ドンケル・クルチウス（Jan Hendrik Donker Curtius：1813年 - 1879年 オランダ商館長：1852年 - 1860年）と会談を行い、日本側の状況や対応を知る。サイルはウッドの英語学校を見学して、日本での英語教育の有効性を確認し、長崎奉行に英語学校の開設を提案している。ウッドはこの年、2通の日本宣教勧告書簡を米国に送っているが、サイルとサミュエル・ウィリアムズも母国の伝道協会に宛てに宣教勧告書簡を送った。3名の連名による書簡であったとする資料が多いが、連名ではなく個別に送ったものだった。サミュエル・ウィリアムズは所属する宗派を超えて、米国聖公会へ向けても書簡を送っている。これらの宣教勧告を受けて1859年5月2日には、上海で活動していた米国聖公会の宣教師ジョン・リギンズが、6月末にはチャニング・ウィリアムズが長崎に来日し、プロテスタント初となる日本ミッションを開設することとなる。
1859年10月、日本へ向かう途中で上海に立ち寄ったオランダ改革派宣教師グイド・フルベッキ、サミュエル・ロビンス・ブラウン、デュアン・シモンズに対し、上海のブリッジマン（Elijah Coleman Bridgman：1801‐1861）の家で、サイル、サミュエル・ウィリアムズとともに、日本での生活および活動について助言を与える。特にウッドは、長崎の役人および居留外国人に宛てて、フルベッキは立派な人物だからよろしく頼む、との紹介状を数通書いてフルベッキに持たせた。
1860年2月10日、万延元年遣米使節正使一行を乗せて浦賀を出発したポウハタン号の艦上で佐野鼎（共立学校／現・開成中学校・高等学校創立者）らにパナマまでの約2ケ月余に渡り、日々英語を教えた。ポウハタン号は、4月25日パナマに到着。翌日ポウハタン号は使節一行に別れを告げ、その後、南米ホーン岬を回り、ブラジルを経て、2年8か月の航海を終え、8月14日にフィラデルフィアに帰着した。
1860年9月6日、ニューハンプシャー州、ポーツマスのNavy Yard勤務となる。1863年6月25日より、フィラデルフィアのNaval Asylumに配属される。1867年ハンプデン・シドニー大学より神学博士号を受ける。
1873年10月9日、フィラデルフィアにおいて脳卒中により死去。日本人に深い愛情を持ち、日本の未来を信じながら、ウッドはその後日本を訪れることはなかった。
ウッドは牧師としての人生を歩んだが、1826年3月31日会衆派の牧師に、1856年以前に長老派の牧師に任じられている。